# Рудольф Рупець
Рудольф Рупець (сербохорв. Rudolf Rupec, нар. 17 вересня 1895, Грубишно-Полє, Королівство Хорватія і Славонія, Австро-Угорщина — пом. 1 липня 1983, Загреб, Югославія) — югославський футболіст, що грав на позиції півзахисника. Учасник Олімпійських ігор в Антверпені і Парижі.

## Клубна кар'єра
У складі віденського «Рапіда» дебютував 15 березня 1914 року. Матч проти команди «Ферст Вієнна» завершився перемогою з рахунком 3:1. Рудольф Рупець забив перший гол наприкінці першого тайму. Протягом наступних шести сезонів провів 67 лігових матчів і 2 кубкових, але м'яч забитий у першій грі єдиним за австрійський клуб. За цей час виборював чотири чемпіонських титули і один кубок країни.
Після розпаду Австро-Угорщини 1920 року перейшов до клубу «Граджянскі», за який відіграв 8 сезонів. У складі загребської команди став переможцем першого чемпіонату Югославії 1923. Повторив цей успіх також у 1926 році. Також неодноразово ставав чемпіоном Загреба і володарем кубка Загреба. Загалом у складі клубу зіграв 70 офіційних матчів і забив 9 голів.
З 1929 по 1933 рік грав у команді «Ускок», де також був граючим тренером.

## Виступи за збірні
1917 року дебютував в офіційних матчах у складі національної збірної Австрії. Протягом кар'єри у національній команді, яка тривала усього 2 роки, провів у формі головної команди країни 10 матчів.
Після розпаду імперії Габсбургів виступав за збірну Югославії. В її складі був учасником футбольних турнірів на Літні Олімпійських іграх 1920 і 1924 років.
Виступав у складі збірної Загреба. Зокрема, у 1924 у складі збірної міста ставав переможцем кубка короля Олександра, турніру для збірних найбільших міст Югославії. На попередніх стадіях Рупець не грав, а у фіналі виступав, коли його команда з рахунком 3:2 обіграла команду Спліта.

## Кар'єра тренера
У ролі тренера привів клуб ХАШК до перемоги у чемпіонаті Югославії 1938 року.

## Титули і досягнення
- Чемпіон Австрії (4):

«Рапід» (Відень): 1916, 1917, 1919, 1920
- Володар Кубка Австрії (1):

«Рапід» (Відень): 1919
- Чемпіон Югославії (2):

«Граджянскі»: 1923, 1926
- Чемпіон Загреба (5):

«Граджянскі»: 1920, 1923, 1924, 1925, 1926
- Володар Кубка Загреба (1):

«Граджянскі»: 1923
- Володар Кубка короля Олександра (1):

збірна Загреба: 1924
- Чемпіон Югославії (як тренер) (1):

ХАШК: 1938